# Castillo de Schaumburg (Renania-Palatinado)

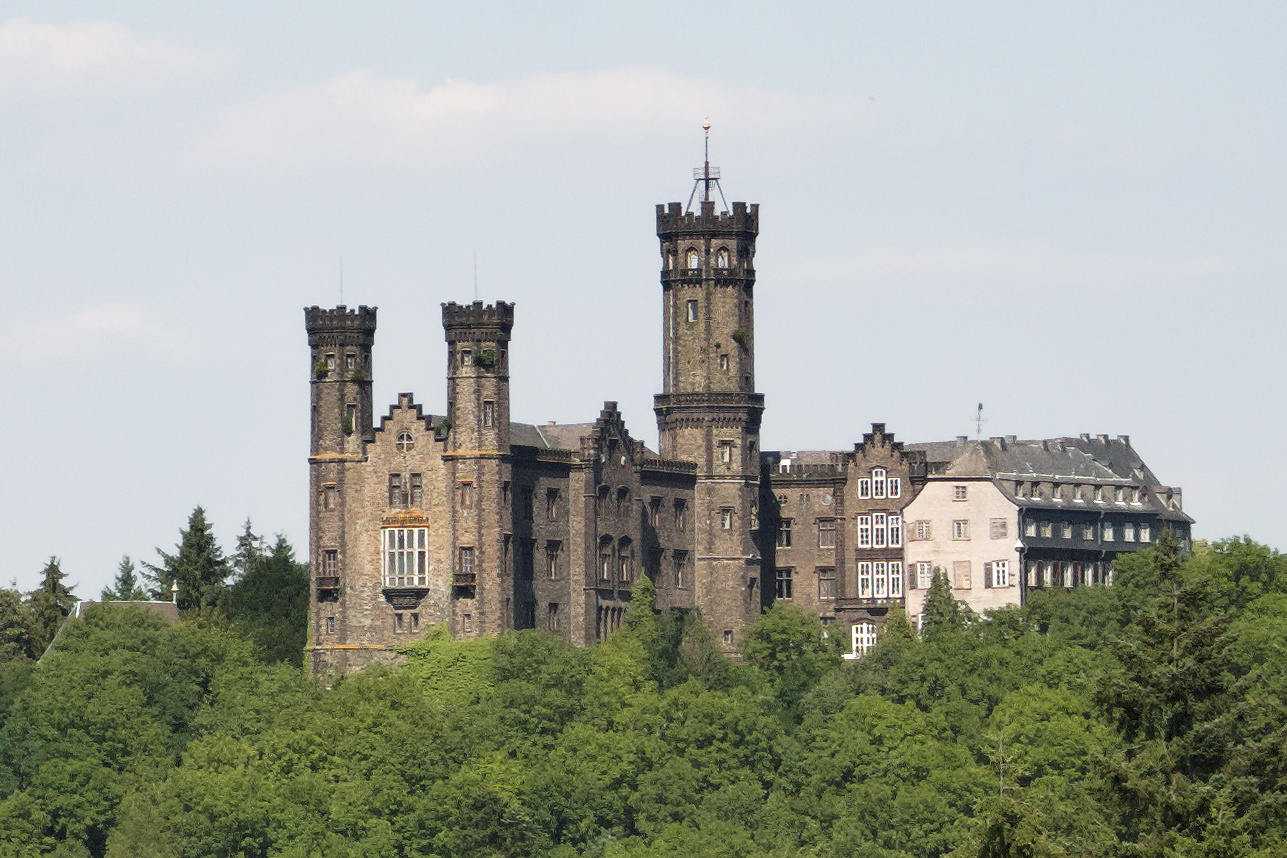
Palacio de Schaumburg desde el suroeste.

El castillo de Schaumburg (en alemán: Schloss Schaumburg) se halla en el estado federado de Renania-Palatinado, Alemania, al sur de Balduinstein y en las cercanías de Limburg an der Lahn.

## Señorío de Schaumburg
Aparte del propio complejo, el territorio del Señorío de Schaumburg consistía en Biebrich, Cramberg y Steinsberg.